# Tough Stuff! Music
Tough Stuff! Music ist ein deutsches Musiklabel für Dance- und House-Musik mit Sitz in Hürtgenwald, Deutschland.

## Geschichte
Gegründet wurde Tough Stuff! Music 2009 von Patrick Scholl und Henrik Münchow. In den ersten Jahren fokussierte das Label hauptsächlich auf das Musikgenre Hands up und fand sich auf Dance-CD-Compilations wie Future Trance (Universal Music), später auch mit House-Produktionen auf „Club Sounds“ (Sony Music) wieder.
Ab 2016 wurde dann der kommerzielle Markt wesentlich mehr in den Fokus genommen. Ein erstes Ergebnis war eine Kollaboration im Sommer 2016 mit der Sängerin Loona, mit der zusammen der Song „Tale & Dutch x Loona x P. Moody – On va Danser“ entstand. Dieser wurde auf verschiedenen Radiostationen gespielt und auch im ZDF Fernsehgarten live aufgeführt.
In den Jahren 2017 bis 2019 wurden Dance-Songs mit Features der US Stars Flo-Rida, Pitbull und ein Remake des Gibson Brothers Hit „Cuba“ mit Snoop Dogg veröffentlicht, die sich allesamt in den Dance Charts platzieren konnten und auf vielen CD-Compilations zu hören waren.
2018 übernahm Patrick Scholl das Label-Management in Eigenregie, während Henrik Münchow sich aus dem aktiven Geschäft zurückzog, aber weiterhin als Produzent und Webmaster für Tough Stuff! Music aktiv war.

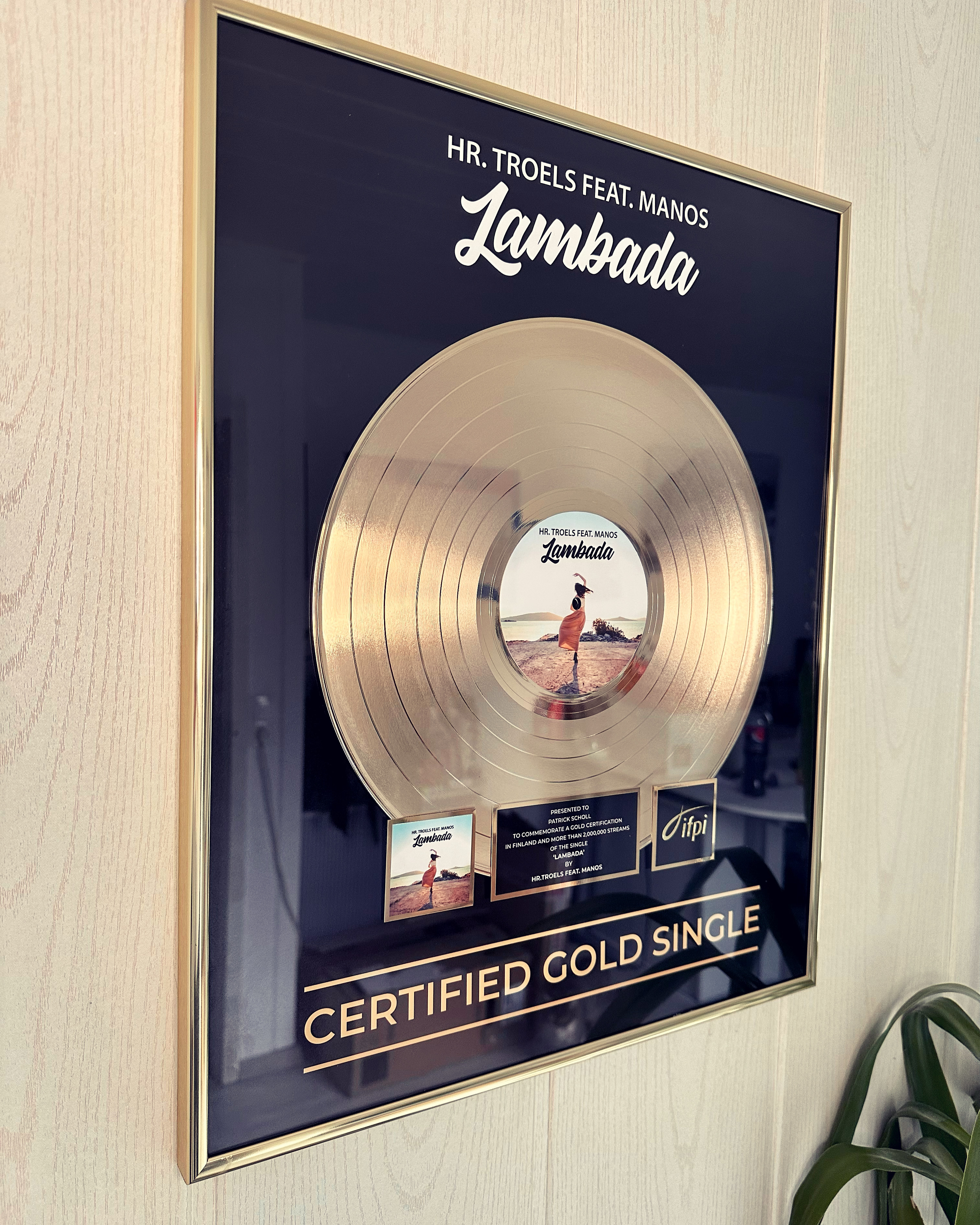
Gold Award Finland

Seit dieser Zeit erlebte Tough Stuff Music ein schnelles Wachstum besonders im Bereich Streaming (Spotify) und konnte Erfolge wie eine Goldene Schallplatte in Finnland (verliehen durch die IFPI) sowie über 42 Millionen Spotify Streams mit ihrem Cover-Song Hit „Lambada“ von Hr. Troels feat. Manos erreichen.
2024 konnte das Label sich mit dem Titel „Major Tom (völlig losgelöst)“ in der Cover-Version von MXM x Chris van Dutch in den „Deutschen Top 100 Single Charts“ von GfK platzieren.
Das Label verfügt mit seinen drei Spotify-Netzwerken Tough Stuff! Music, Juicy Fresh Music und My Charts Music nach Eigenangaben über ein Streaming-Netzwerk mit über 2,4 Millionen Playlist-Followern.
| \| ChartsChartplatzierungen \| Höchstplatzierung \| Wochen \| \| ------------------------ \| ----------------- \| ------ \| \| Deutschland (GfK)[8] \| 62 (… Wo.) \| … \| |                   |        |
| ChartsChartplatzierungen | Höchstplatzierung | Wochen |
| Deutschland (GfK) | 62 (… Wo.)        | …      |